# キャデラック・XT4

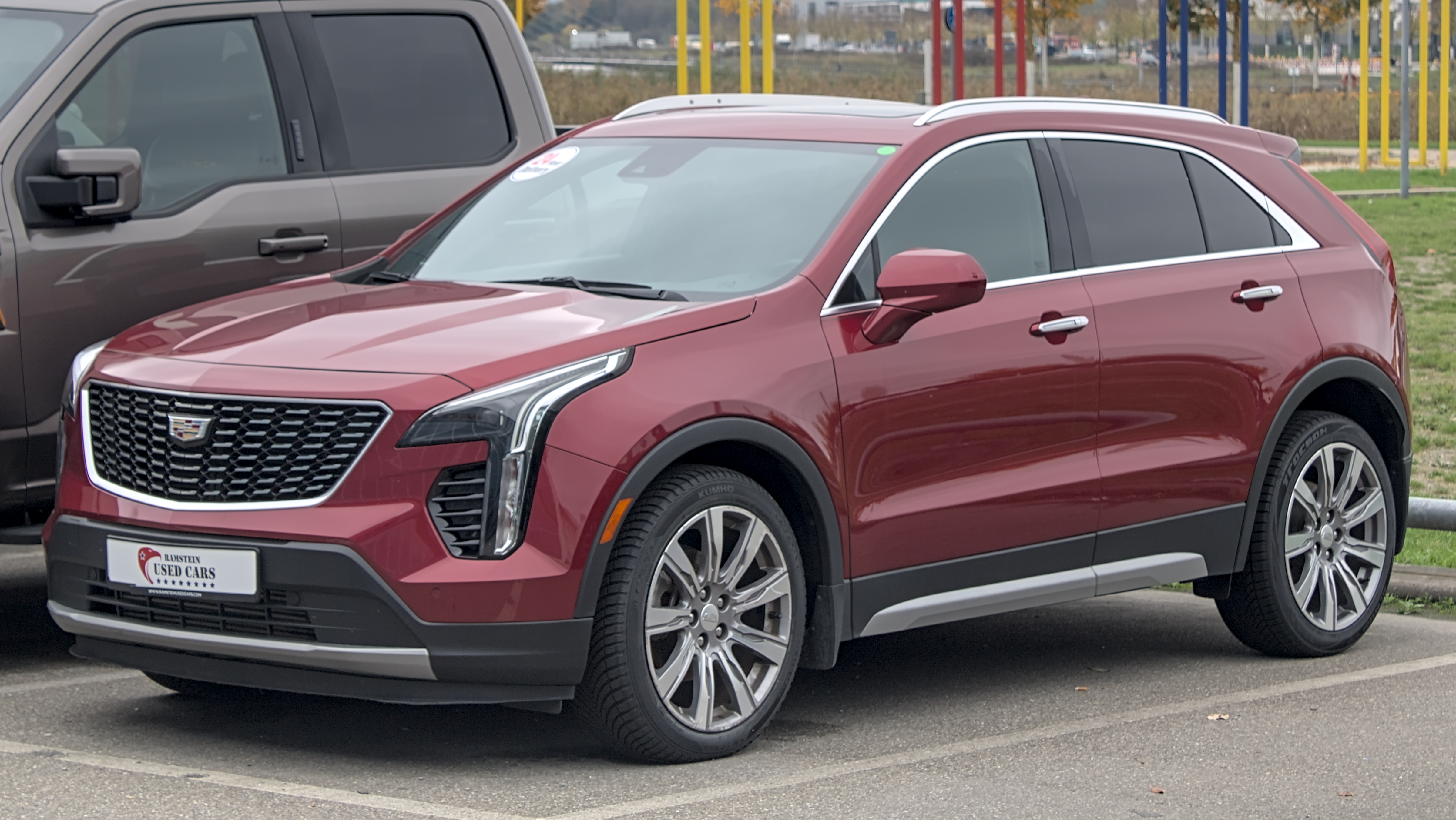
前期型

XT4（エックスティー・フォー）は、アメリカの自動車メーカーであるGMが製造し、キャデラックブランドで販売している乗用車である。

## 概要
2018年3月、ニューヨーク・モーターショーにて初公開された。先行して発売されたXT5の弟分に位置する、キャデラック初のコンパクトSUVである。競合モデルとして、BMW・X1、アウディ・Q3、メルセデス・ベンツ・GLAなどが挙げられる。
内外装のデザインは、ターゲットとなる顧客層と同世代の若手デザイナーが指揮を執った。エクステリアは、どのアングルから見ても大胆でスポーティな佇まいとした。前後ライトともに、最先端のLEDテクノロジーを採用するほか、ヘッドライトには、デイタイムランニングライト用のL字型ライトブレードを備える。
立体的な造形のインテリアは、上質な素材を組み合わせたインサート材やトリム表皮によって構成される。上質なクラフトマンシップによって仕上げられた本革シートは、伸びやかな曲線とゆるやかなカーブを描くラインが、室内の高級感をさらに強めている。リアシートのレッグルームは1,004mm、荷室容量は637L（最大1,385L）と、いずれもクラストップの広さを誇る。
ワイドな後方視界が得られるリヤカメラミラーや、全ての乗員に最適なオーディオサウンドを届けるBOSE製の13スピーカー、各種吸音材や装備を用いた遮音・消音対策に加え、音源の制御とアクティブノイズキャンセレーション技術で実現した車内の静粛性など、乗る人全てのための快適設計を目指した。
タッチスクリーンやロータリーコントローラー、物理スイッチで操作可能な最新型の「キャデラック・ユーザー・エクスペリエンス」をはじめ、NFCを使った素早いペアリング、よりクイックな充電が可能になった次世代型のワイヤレスチャージングなども搭載する。完全通信車載ナビ「クラウドストリーミングナビ」は、GMジャパンが株式会社ゼンリンデータコムと共同開発したもので、トンネルなどGPSで測位できない環境でも自律航法が可能となった。
パワートレインは、出力と高効率を兼ね備えた新設計の2.0L 直列4気筒・直噴ターボエンジンを搭載し、これに9速ATを組み合わせる。低負荷時に2気筒を休止する気筒休止システムをはじめ、アイドリングストップ機能、低回転時のターボラグを抑え、NAエンジンに匹敵するスロットルレスポンスを提供するツイン・スクロール・ターボシステムを採用した。また、ツインクラッチAWDシステムは、必要に応じて後輪への駆動力の伝達を完全に遮断できるため、パワートレインのフリクションを低減することが可能となる。
レーダーやカメラ、センサーなどの技術を用いたエマージェンシーブレーキシステム（フロントオートマチック歩行者対応ブレーキ／リヤオートマチックブレーキ）、アダプティブクルーズコントロール、サイドブラインドゾーンアラートなど、20種類以上もの先進運転支援システムを搭載している。
2023年3月、フェイスリフトが実施された。エクステリアでは、ボディ両端に配置されたLEDヘッドライトおよびリアバンパーとリフレクターが縦基調に変更された。グロスブラックスポーツメッシュのグリルには、新たにアクティブグリルシャッターが設けられた。新素材のメタルインサートを使用したインテリアでは、9K解像度の湾曲した「33インチアドバンストカラーLEDディスプレイ」がダッシュボード上面に配置された。併せて、オーディオシステムは、AKG製の14スピーカーオーディオシステムに一新された。
同年5月、中国市場向けの派生モデルとなる「キャデラック・GT4」がワールドプレミアされた。フェイスリフト後のモデルをベースとしており、XT4のクーペ版にあたる。
2024年11月、製造拠点であるカンザス州フェアファックス工場が、シボレー・ボルトEVの次世代モデルの生産へ移行することに伴い、翌年1月をもって米国での生産を終了すると発表した。これを受け、日本市場においても、同年12月に発表されたフェイスリフト版をもって販売を終了する旨がアナウンスされた。

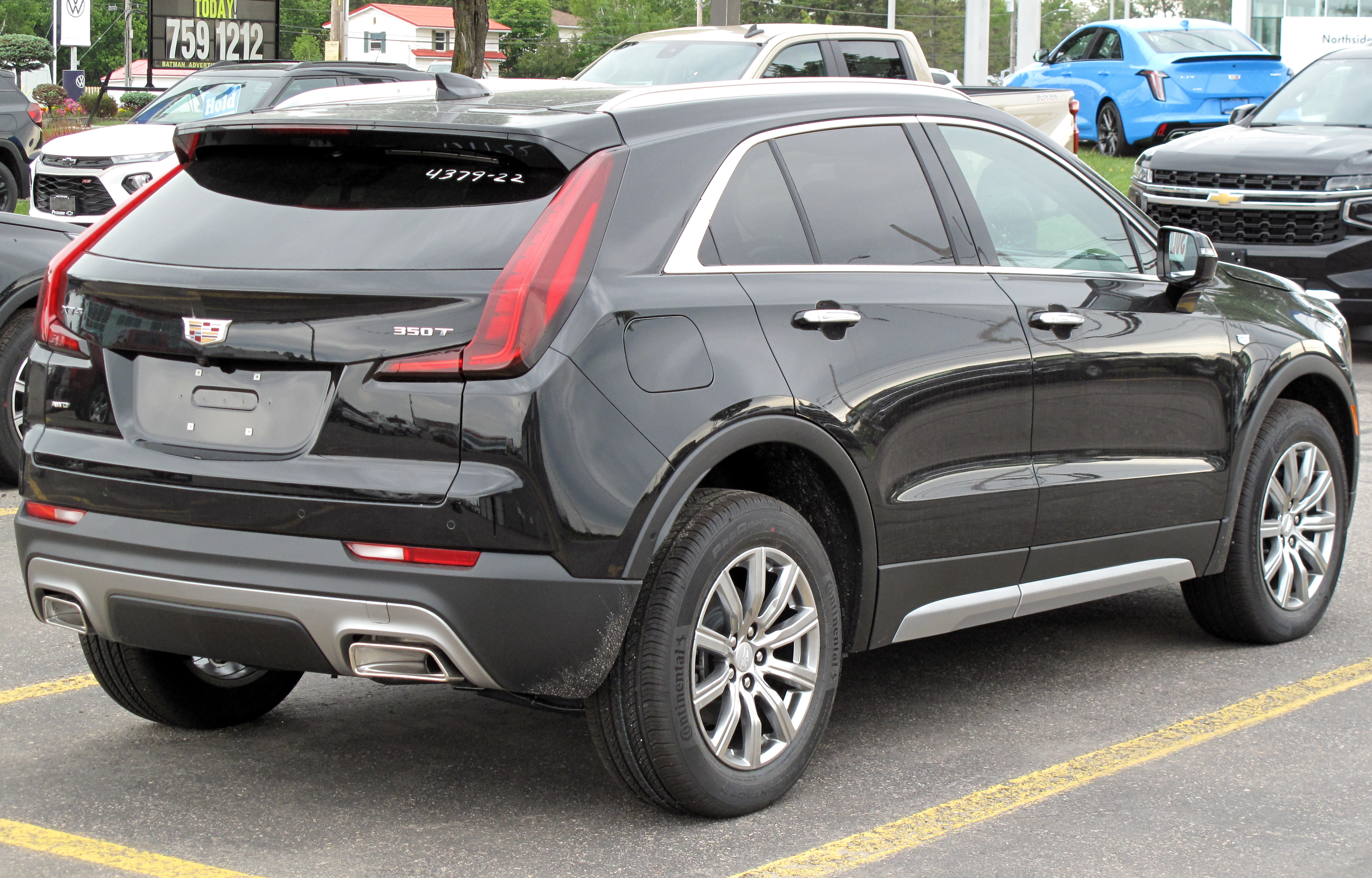
前期型（リア）
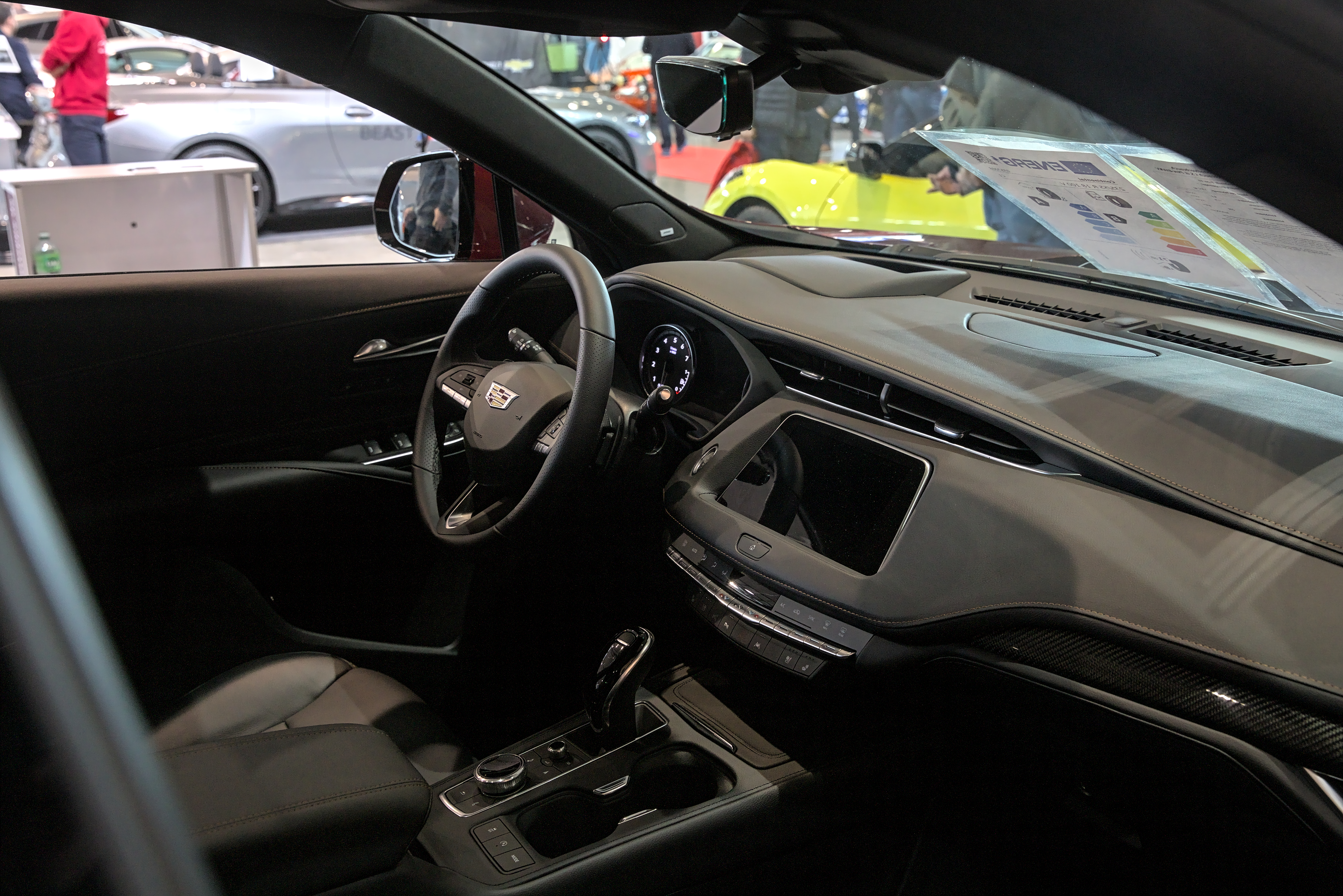
前期型（インテリア）

### 日本での発売
2021年1月15日、東京オートサロン2021にて国内初披露（翌日より発売開始）。ラインアップは「プレミアム」「スポーツ」「プラチナム」の3種類で、全車左ハンドルのみの設定となる。デリバリ―開始は同年2月を予定している。
2022年1月20日、仕様変更。既存のボディーカラー5色のうち、2色を入れ替えたほか、さらに1色を追加した。3種類の新色「インフラレッドティントコート」「トワイライトブルーメタリック」「ギャラクティックグレーメタリック」を含む、全6色が選択可能となった。
同年10月20日、特別仕様車「ラテエディション」を20台限定で発売。ブラックアクセントの「スポーツ」をベースに、エクステリアは新色の「ラテメタリック」を纏い、インテリアは統一感のある「ペールトーン」を採用した。
2024年12月3日、マイナーチェンジモデルを発表。最新のデザイン哲学を反映し、内外装が一新された。さらに、最新安全装備も強化され、ブラインドゾーンステアリングアシストとサイドバイシクルアラートが追加された。ラインアップやカラーバリエーションは大幅に整理され、「スポーツ」の1種類のみとなった。インテリアのアクセントが、従来のレッドステッチからブルーステッチに改められたほか、20インチのダイヤモンドカットアルミホイールも新デザインとなった。なお、先述の生産終了に伴い、今回発表されたモデルが、日本市場における最終モデルとなる。